# Geranomyia anduzeana
Geranomyia anduzeana är en tvåvingeart som först beskrevs av Alexander 1943.  Geranomyia anduzeana ingår i släktet Geranomyia och familjen småharkrankar.
Artens utbredningsområde är Venezuela. Inga underarter finns listade i Catalogue of Life.